# Communauté de communes du canton de Vatan
La communauté de communes du canton de Vatan est une ancienne communauté de communes française, située dans le département de l'Indre, en région Centre-Val de Loire.
Le 1er janvier 2017, elle a fusionné avec la communauté de communes de Champagne berrichonne pour formée la communauté de communes Champagne Boischauts.

## Histoire
- 21 décembre 1993 : création de la communauté de communes.
- 7 mars 2003 : modification des statuts.
- 31 décembre 2016 : disparition de la CDC.

## Territoire communautaire

### Géographie
La communauté de communes se trouvait dans le nord du département et disposait d'une superficie de 258,66 km2.
Elle s'étendait sur 14 communes du canton de Levroux.

### Composition
Les communes de la CDC étaient : Aize, Buxeuil, La Chapelle-Saint-Laurian, Fontenay, Giroux, Guilly, Liniez, Luçay-le-Libre, Ménétréols-sous-Vatan, Meunet-sur-Vatan, Reboursin, Saint-Florentin, Saint-Pierre-de-Jards et Vatan (siège).

### Démographie
| 1993  | 1999  | 2006  | 2012  | 2014  | 2016  |
| ----- | ----- | ----- | ----- | ----- | ----- |
| 4 411 | 4 284 | 4 382 | 4 520 | 4 583 | 4 566 |

## Administration

### Siège
La communauté de communes comptait 31 conseillers communautaires.
| Aize                      | ?                                                                               |
| Buxeuil                   | ?                                                                               |
| La Chapelle-Saint-Laurian | ?                                                                               |
| Fontenay                  | ?                                                                               |
| Giroux                    | ?                                                                               |
| Guilly                    | ?                                                                               |
| Liniez                    | ?                                                                               |
| Luçay-le-Libre            | ?                                                                               |
| Ménétréols-sous-Vatan     | ?                                                                               |
| Meunet-sur-Vatan          | ?                                                                               |
| Reboursin                 | ?                                                                               |
| Saint-Florentin           | ?                                                                               |
| Saint-Pierre-de-Jards     | ?                                                                               |
| Vatan                     | Clarisse Pépion, Alain Gomet, Magali Boursier, Philippe Puard et Chantal Bodard |

### Élus
| noms                | fonctions       | commissions                                    |
| ------------------- | --------------- | ---------------------------------------------- |
| Éric Van Remoortere | président       | X                                              |
| Olivier Pierrel     | vice-présidents | Bâtiments et travaux                           |
| Clarisse Pépion     | vice-présidents | Contact avec les associations et communication |
| Jacques Tricard     | vice-présidents | Finances et fiscalité                          |
| François Madrolles  | vice-présidents | Économie                                       |
| Nicole Saugé        | vice-présidents | Enfance et petite enfance                      |
| Guy Riolet          | vice-présidents | Énergie                                        |

### Liste des présidents
| Période           | Période           | Identité            | Étiquette | Qualité                                                   |
| ----------------- | ----------------- | ------------------- | --------- | --------------------------------------------------------- |
| 1993              | 19 septembre 2013 | Yves Fouquet,       | DVD       | Conseiller général (1991-2013) Maire de Vatan (1989-2013) |
| 20 septembre 2013 | avril 2014        | Olivier Pierrel     | ?         | Maire de Meunet-sur-Vatan                                 |
| avril 2014        | 31 décembre 2016  | Éric Van Remoortere | ?         | Maire de Reboursin                                        |

### Compétences
Les compétences de la communauté de communes étaient :
- l'aménagement de l'espace ;
- les actions de développement économique intéressant l'ensemble de la communauté ;
- la protection et mise en valeur de l'environnement, le cas échéant dans le cadre de schémas départementaux et de soutien aux actions de maîtrise de la demande d'énergie ;
- la construction, entretien et fonctionnement d'équipements culturels et sportifs et d'équipements de l'enseignement préélémentaire et élémentaire ;
- l’activité périscolaires et extrascolaires ;
- la maison des services ;
- l'aménagement numérique du territoire.

### Régime fiscal et budget
La communauté de communes était un établissement public de coopération intercommunale à fiscalité propre.
Le budget 2014 était de 2 134 268 € pour le fonctionnement et 1 057 850 €  pour l'investissement.

### Identité visuelle
Logos successifs de la communauté de communes.

Le logo depuis 1993.